# دان راسموسن
دان راسموسن (بالإنجليزية: Dan Rasmussen)‏ هو سياسي أمريكي، ولد في 12 أغسطس 1947 في إنديبيندينس في الولايات المتحدة. حزبياً، نشط في Republican Party of Iowa ‏ والحزب الجمهوري. وقد انتخب عضو مجلس نواب ولاية ايوا.